# Koreai hangtan
- Koreai számok egytől tízig

Nem tudod lejátszani a fájlt?
A koreai nyelv tizennégy mássalhangzóból (자음, csaum) és tíz magánhangzóból (모음, moum) áll. Öt mássalhangzó megkettőződik, ezzel jelölve az erőteljesebb, „kemény” ejtést. A tíz magánhangzó segítségével 11 további kettőshangzó alkotható.

## Mássalhangzók
|                      |              | Bilabiális | Alveoláris | Poszt- alveoláris | Palatális | Veláris | Glottális |
| -------------------- | ------------ | ---------- | ---------- | ----------------- | --------- | ------- | --------- |
| Nazális              | Nazális      | m          | n          |                   |           | ŋ2      |           |
| Zárhang és affrikáta | sima1        | p~b        | t~d        | tɕ~dʑ6            |           | k~ɡ     |           |
| Zárhang és affrikáta | feszes       | p͈          | t͈          | tɕ͈6               |           | k͈       |           |
| Zárhang és affrikáta | hehezetes    | pʰ         | tʰ         | tɕʰ6              |           | kʰ      |           |
| Réshang              | nem feszes3  |            | s~ɕ4       |                   |           |         | h~ɦ1      |
| Réshang              | feszes       |            | s͈~ɕ͈4       |                   |           |         |           |
| Likvida              | Likvida      |            | l~ɾ5       |                   |           |         |           |
| Közelítőhang         | Közelítőhang | w          |            |                   | j         | ɰ       |           |

1. /p, t, tɕ, k, h/: zöngéssé válik ([b, d, dʑ, ɡ, ɦ]) zöngés hangok között, egyébként zöngétlenül ejtendők. A zöngés [ɦ] hangtalan vagy akár teljesen le is hagyható.
2. /ŋ/: csak magánhangzók között.
3. A nem feszes réshang hehezetes vagy anélküli ejtését illetően számos vita zajlik.[2]
4. /s, s͈/: /i, j/ előtt palatalizált [ɕ, ɕ͈] lesz.
5. /l/: magánhangzók között illetve magánhangzó és /h/ között alveoláris legyintőhanggá ([ɾ]) alakul;  szó végén, a /h/ kivételével minden mássalhangzó előtt illetve még egy /l/ mellett [l] vagy [ɭ]. Szó kezdetén instabil, a legtöbb magánhangzó előtt [n], /i, j/ előtt néma, angol jövevényszavaknál pedig esetenként [ɾ] is lehet.
6. /tɕ͈, tɕʰ, tɕ~dʑ/: egyes beszélők /ts͈, tsʰ, ts~dz/-ként ejtik, különösen hátul képzett magánhangzók előtt.

| Fonéma | Példa (IPA)   | Magyaros átírás | Jelentés   |
| ------ | ------------- | --------------- | ---------- |
| /p/    | 불 [pul]      | pul             | tűz        |
| /p͈/    | 뿔 [p͈ul]      | ppul            | szarv      |
| /pʰ/   | 풀 [pʰul]     | phul            | fű         |
| /m/    | 물 [mul]      | mul             | víz        |
| /t/    | 달 [tal]      | tal             | hold       |
| /t͈/    | 딸 [t͈al]      | ttal            | lánya      |
| /tʰ/   | 탈 [tʰal]     | thal            | álarc      |
| /n/    | 날 [nal]      | nal             | nap        |
| /tɕ/   | 자다 [tɕada]  | csada           | aludni     |
| /t͈ɕ/   | 짜다 [t͈ɕada]  | ccsada          | összerakni |
| /tɕʰ/  | 차다 [tɕʰada] | cshada          | rúgni      |
| /k/    | 가다 [kada]   | kada            | menni      |
| /k͈/    | 까다 [k͈ada]   | kkada           | hámozni    |
| /kʰ/   | 칼 [kʰal]     | khal            | kés        |
| /ŋ/    | 방 [paŋ]      | pang            | szoba      |
| /s/    | 살 [sal]      | szal            | hús        |
| /s͈/    | 쌀 [s͈al]      | sszal           | nyers rizs |
| /l/    | 바람 [paɾam]  | param           | szél       |
| /h/    | 하다 [hada]   | hada            | csinálni   |

## Magánhangzók
| Magánhangzók | Magánhangzók | Magánhangzók | Magánhangzók | Magánhangzók | Magánhangzók |
| Gyök         | Név          | IPA          | Gyök         | Név          | IPA          |
| ------------ | ------------ | ------------ | ------------ | ------------ | ------------ |
| ㅏ           | a (아)       | /a/1         | ㅐ           | e (애)       | /ɛ/          |
| ㅑ           | ja (야)      | /ja/         | ㅒ           | je (얘)      | /jɛ/         |
| ㅓ           | o (어)       | /ʌ/          | ㅔ           | e (에)       | /e/          |
| ㅕ           | jo (여)      | /jʌ/         | ㅖ           | je (예)      | /je/         |
| ㅗ           | o (오)       | /o/          | ㅚ           | ö (외)       | /ø/          |
| ㅛ           | jo (요)      | /jo/         | ㅙ           | ve (왜)      | /wɛ/         |
| ㅜ           | u (우)       | /u/          | ㅘ           | va (와)      | /wa/         |
| ㅠ           | ju (유)      | /ju/         | ㅟ           | ü (위)       | /ɥi/         |
| ㅡ           | u (으)       | /ɯ/          | ㅝ           | vo (워)      | /wʌ/         |
| ㅣ           | i (이)       | /i/          | ㅢ           | i (의)       | /ɰi/         |
|              |              |              | ㅞ           | ve (웨)      | /we/         |

| Rövid magánhangzók | Hosszú magánhangzók |

1 ㅏ közelebb áll a középen képzett  [ɐ] hanghoz, hagyományosan mégis /a/-val jelölik.

## Fordítás
- Ez a szócikk részben vagy egészben  a   Korean phonology című angol Wikipédia-szócikk fordításán alapul.  Az eredeti cikk szerkesztőit annak laptörténete sorolja fel. Ez a jelzés csupán a megfogalmazás eredetét és a szerzői jogokat jelzi, nem szolgál a cikkben szereplő információk forrásmegjelöléseként.